# Marokkaans-Nederlandse betrekkingen
De Marokkaans-Nederlandse betrekkingen zijn de internationale betrekkingen tussen Nederland en Marokko. De betrekkingen gaan terug tot de 16e eeuw.

## Landenvergelijking
|                 | Nederland                                            | Marokko                 |
| --------------- | ---------------------------------------------------- | ----------------------- |
| Bevolking       | 17.280.397 (2020)                                    | 35.561.654 (2020)       |
| Oppervlakte     | 41.543 km²                                           | 446.550 km²             |
| Dichtheid       | 416/km² (2020)                                       | 79,6/km² (2020)         |
| Hoofdstad       | Amsterdam                                            | Rabat                   |
| Regeringsvorm   | Constitutionele monarchie - Parlementaire democratie | Parlementaire monarchie |
| Officiële talen | Nederlands                                           | Arabisch, Berbers       |

## Geschiedenis
In de 16e eeuw probeerde Nederland een vriendschappelijke band op te bouwen met Islamitische landen zoals het Ottomaanse Rijk en Marokko vanwege hun gezamenlijke rivaliteit met Spanje. In 1644 bezocht Michiel de Ruyter de Marokkaanse kust en bedreef veel handel met Marokko.
In de jaren zestig en zeventig kwamen er veel Marokkaanse gastarbeiders naar Nederland gevolgd door de latere gezinshereniging.

## Diplomatie
| Van het Koninkrijk der Nederlanden - Rabat (ambassade) - Casablanca (consulaat-generaal) |  | Van het Koninkrijk Marokko - Den Haag (ambassade) - Amsterdam (consulaat-generaal) - 's-Hertogenbosch (consulaat-generaal) - Rotterdam (consulaat-generaal) - Utrecht (consulaat-generaal) |

## 2017 diplomatieke ruzie
Op 25 juni 2017 riep het Marokkaanse ministerie van Buitenlandse Zaken zijn ambassadeur in Nederland terug als gebaar van protest, nadat Said Chaou, een Marokkaanse dissident gevestigd in Nederland, verscheen in een Facebook live video waarin hij commentaar gaf op de huidige gebeurtenissen in de Hirak Rif. De Marokkaanse zijde herhaalde haar wens om Chaou uitgeleverd te zien aan Marokko, waar sinds 2010 een arrestatiebevel tegen hem is uitgevaardigd door rechter Nourreddine Dahen. De Nederlandse reactie was dat, hoewel het zich inzet voor samenwerking met de Marokkaanse regering in strikte naleving van het internationaal recht, het de reactie van de Marokkaanse regering "onbegrijpelijk en vruchteloos" vond.

## Emigratie
In 2013 woonden 368.838 mensen van Marokkaanse afkomst in Nederland. Dit is ongeveer twee procent van de totale Nederlandse bevolking.